# Додаткові лінійки

Верхня та нижня додаткові лінійки

Восьмі ноти на додаткових лінійки над нотним станом. Група нот праворуч використовує забагато додаткових лінійок і тому звичайно мала б бути записана з октавним транспонуванням

Додаткові лінійки або допоміжні лінії використовуються в музичній нотації для розміщення нот, що не лягають на нотний стан. Вважається, що більше трьох додаткових лінійок ускладнюють читання нот і в разі значної послідовності нот з трьома і більше додатковими лінійками використовують октавне транспонування. Також партії деяких інструментів для запобігання надмірному застосуванню додаткових лінійок записуються октавою вище (контрабас) або октавою нижче (флейта-піколо) ніж звучать. 
Кількість додаткових лінійок не обмежена, однак для зручності сприйняття бажано використовувати музичне транспонування або відповідний музичний ключ. Нумерація додаткових лінійок розпочинається з нотоносця.